# Пізано
Пізано (італ. Pisano, п'єм. Pisan) — муніципалітет в Італії, у регіоні П'ємонт,  провінція Новара.
Пізано розташоване на відстані близько 540 км на північний захід від Рима, 105 км на північний схід від Турина, 39 км на північ від Новари.
Населення — 793 особи (2014).
Щорічний фестиваль відбувається 2 серпня. Покровитель — Sant'Eusebio.

## Демографія
Населення за роками:

Станом на 1 січня 2023 року в муніципалітеті офіційно проживало 47 іноземців з 13 країн, серед них 9 громадян країн Євросоюзу та 12 громадян України.

## Сусідні муніципалітети
- Армено
- Колацца
- Меїна
- Неббьюно